# 구매
구매(購買)는 사업이나 단체가 자신들의 목표를 달성하기 위해 재화나 용역을 얻으려고 시도하는 것이다. 구매 과정의 기준을 설정한 여러 단체들이 있지만 그 과정은 단체마다 크게 차이가 있을 수 있다. 일반적으로 "구매"라는 용어는 조달이라는 용어와 번갈아 사용되지 않는데, 그 이유는 조달은 일반적으로 구매 외에도 촉진, 공급자 품질, 운송/물류(T&L)를 포함하기 때문이다.

### 획득 프로세스

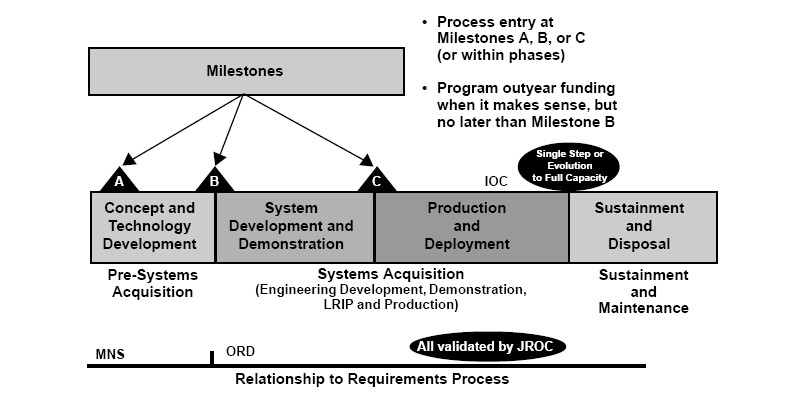
획득 프로세스의 모형.

## 구매관리

### 구매기능
구매직무와 역할
구매란 사용부문의 요건에 의해 단순히 구입하는 것만이 아니고, 적정품질·적정수량을 적정시기에 유리한 가격으로 구입하는 것이다. 이를 위해서는 과학적인 구매관리 활동이 필요하게 되는데, 이를 정리하여 보면 다음과 같다. ① 용도에 대해서 적합한 것을 선택·구입하는 것, ② 일정한 재고를 필요로 하는 제품·자재에 대해서는 재고투자를 최소로 하며, 또한 재고부족의 위험을 없도록 할 것(적정재고관리), ③ 납기를 지킬 수 있도록 구입할 것(납기관리), ④ 우수한 메이커 또는 업자로부터 구입할 것(구매시장조사·납품업자 선정·외주관리), ⑤ 적절한 수송수단으로 구입할 것, ⑥ 최저의 구매비용으로 구입할 것, ⑦ 사용중 발생된 잔재(殘材)를 유효하게 활용할 것(資材管理).

### 구매기능의 중요성
① 구매부문에서 취급하는 비용지출액은 기업내의 어느 부분보다도 크며, 이것은 업종에 따라 차이는 있지만, 대체로 총비용의 50∼80% 정도이다. 따라서 구매가 제품의 원가절감에 기여하는 비율은 그만큼 크며, 따라서 구매관리의 중요성이 강조된다. 특히 창조적 구매실시는 이익의 원천으로 높이 평가된다. ② 구매로 조달되는 자재의 재고액은 어느 기업에서도 크며, 보통 총자본의 5∼20%를 차지하고 있다. 따라서 구매관리가 적절하게 적재·적시에 조달됨으로써 재고투자가 현저하게 개선되며, 기업의 자금효율을 높일 수 있다. ③ 구매부문에서 시장조사라든가 가치분석 활동으로써 얻어진 시황(市況)·수급동향·가격동향·신자재 및 신기술에 대한 정보는 기업에 따라 장래의 상품계획·제조계획 등에 큰 영향을 주며, 동시에 구매활동을 통해 회사의 명성을 높일 수 있다.

### 구매조직
중앙 (집중 ) 구매와 지방 (분산 ) 구매 中央(集中)購買－地方(分散)購買
기업은 본사와 지사(공장·사업소 등)로 나뉘어 있는 경우가 많지만, 본사 구매부문이 집중적으로 구매하든가 또는 각 지사에 분산시켜 구매하는가는 구매방침 및 조직으로써 명확하고 구체적으로 결정할 필요가 있다. 중앙(集中)구매는 대량으로 통합·구입하는 것으로 가격이 싸고 일관된 방침이 확립되며, 자재의 표준화가 용이하며, 재고가 절감된다는 등의 이점이 있지만, 한편으로는 연락수속에 시간이 걸리고, 능률이 떨어져 긴급을 요하는 경우에는 합당치 않는 등의 불리점이 있다.
지방(分散)구매는 지사·공장 등이 지역적으로 원거리에 산재하는 경우, 또는 전혀 종류가 다른 제품을 생산하고 있는 경우 각각 요구에 적당한 것을 구매하는 것으로, 종합적인 특징을 살려 구매품목별로 구분, 중앙·지방조합 구매를 하는 예가 많다.

### 구매기능별 조직
구매부문의 업무를 능률적으로 운영하기 위하여 조직을 기능별로 구분하면 다음과 같다.
(1) 구매조사부문 ― 수급상황·가격 등의 시장조사, 구매처 조사, 가치분석(VA)의 추진계획, 각종 구매 관계자료의 수집·보관, 구매예산의 입안, 구매통계·보고서류의 작성 등을 담당한다.
(2) 구매실시부문 ― 견적·절충·계약·독촉 등의 업무를 담당한다. 그 내부에서 취급품종별로 원재료·부분품·보조재료·기계설비 등으로 구분, 과(課)·계(係)를 설정·분담시킨다.
(3) 외주(外注)담당부문 ― 외주관리의 담당부문은 구매실시 담당부문과 동일한 업무를 담당하지만, 외주는 전문기술을 보다 많이 필요로 하는 업무이기 때문에 담당자 중 일부는 기술자를 채용하기도 하고 외주지도부문을 설치하기도 한다.
(4) 구매사무부문 ― 구매부문에 공통된 사무처리를 전문적인 입장에서 하기 때문에 구매사무부문을 설치하는 것이 효과적이다. 이 부문은 구매요구서의 수발(受發)·배부주문서 기타 관계서류의 작성·배부·정리·보관·기타 서무사항 등의 업무를 담당한다.

### 구매방법
구매방법은 다음과 같은 수속(契約方法)과 테크닉으로 이루어지며, 구매수속면과 구매기술면 2가지로 구분된다.

#### 일반경쟁 계약방법
일반경쟁계약(open bid) 방법은 자유경쟁에 의해 구매처를 선정할 수 있고 싼 가격으로 계약할 수 있으며, 계약실시가 공평하다는 등의 이점이 있다. 그 반면 호황시(好況時)에 소요량의 확보가 곤란하며, 품질저하, 부정업자 개입의 우려가 있다. 또한 입찰에 따르는 사무량이 증가하는 등 결점이 많기 때문에 일반적으로 사용치 않는다.

#### 지명경쟁 계약방법
이 방법은 입찰자격자를 선정, 지명한 다음 경쟁입찰하는 방법으로, 일반공개입찰과는 달리 응찰자를 지명하기 때문에 적정구매가 비교적 가능하다. 그러나 부정업자의 개입은 방지되지만, 가격이 사전에 협의될 위험성이 있고, 대량주문품에 대해서는 호황시(好況時)의 셀러스 마케팅(seller's marketing)의 경우 소요량을 확보할 수 없는 경우도 있어 KS제품 및 유사품·일반시판품에 적용된다.

#### 공정협의방법
입찰에 의한 구매방식에는 응찰 후 계약조건에 대해 교섭하는 여지를 남기지 않기 때문에 탄력성 있는 구매절충이 어렵다는 결점이 있다. 이에 대해 공정협의방법은 미리 입찰조건에 공정협의를 할 수 있다는 점을 명기하여 입찰한다. 이 방법은 결과에 따라 가격깎기, 수량의 분할, 납기·납입방법 기타 계약조건의 변경에 대해 개찰(開札)에 참가한 입찰자와 입회직원이 공정협의를 실시, 그 협의에 의해 정해진 자와 계약하는 점이 보통 계약방식과 다른 점이다.

#### 수의계약방법
구매담당자가 수의(隨意)로 구매하는 방법으로, ① 자산(自社) 주문품으로 일반 시장성이 결핍되어 있는 것, ② 호황시에도 소요량을 소요시기에 확보할 필요가 있는 것, ③ 계획발주함으로써 메이커의 조업을 안정화시켜 가격을 저감(低減)할 수 있는 것, ④ 고정도(高精度)·고성능의 품질을 확보할 필요가 있는 것, ⑤ 특허·전용품(專用品) 기타 관계로 메이커가 특정하는 것 등에 적용된다.

#### 견적방법
지명한 2사 이상의 업자로부터 견적을 받아서 그것을 대조·비교·검토한 후에 당사의 조건에 적합한 것을 채용하는 방법이다. 이 방법은 구입금액이 높은 것, 시방(示方)이 복잡한 것, 특수한 전문기술을 필요로 하는 것 등에 적용되며, 품질·가격·납기·서비스 등을 고려, 아주 유리한 조건의 것을 택한다. 현재 우리나라에서 많이 채용되고 있다.

#### 특명구매방법
이 방법은 납입자를 1회사로 한정 지명, 구매하는 방법이다. 이 방식의 계약은 구매 책임자가 임의로 구입처를 선정하는 점에서 견적방법과 같은 것으로, 수의계약방법에 속하며, 다음과 같은 경우 적용된다. ① 긴급수요로 견적받을 시간적 여유가 없을 경우, ② 빨리 계약하지 않으면 계약체결의 기회를 놓치거나 불리한 조건으로 계약하게 될 경우, ③ 특허품·독점품·특수물품 등의 구매로 구입처가 특정되어 있는 경우, ④ 협정가격으로 구입하는 경우, ⑤ 계열구매 또는 상호구매를 하는 경우, ⑥ 기밀유지(機密維持)를 위해 특정의 상대방과 계약하는 경우, ⑦ 건설공사 등에서 발주자가 지정하는 상대방과 계약하는 경우, 이 방식은 거래관계가 밀접하게 되며, 확실히 유리하게 구입할 수 있는 이점이 있지만, 반면에 경쟁성이 없고 가격·납품 등에서 불리한 점도 있고, 구매처의 사정에 따라서는 공급이 중단되는 위험성도 있다.
이 밖에도 계열구매방법(系列購買方法)·상호구매방법·연대구매방법(連帶購買方法)·공동구매방법·위탁구매방법·간이구매방법 등 여러 가지 방법이 있으나, 실제에 있어서는 이들을 혼용하여 사용하는 예가 많다.

### 구매계획의 입안방법
구매의 기본요건은 ① 무엇을 살 것인가(品質), ② 얼마만큼 살 것인가(數量), ③ 언제 살 것인가(時期) ④ 얼마로 살 것인가(價格), ⑤ 어디서 살 것인가(購買處), ⑥ 어떤 조건으로 살 것인가(條件)의 6가지로 요약할 수 있다. 구매의 구체적인 계획을 세울 때에는 이 요건을 가능한 한 완전하게 하여야 한다.

### 적정품질의 구매
구매품의 품질은 가격을 좌우하는 동시에 제조판매에 미치는 영향이 크다. 또한 품질이 좋을 뿐 아니라 사용목적(機能)에 적당한 것을 선택하여야 한다. 품질의 표준은 구매부문에서 결정하는 것이 아니고 설계기술부문에서 결정, 구매시방서에 매입자로서 요구하는 품질상의 여러 요건을 구체적으로 표시한다. 구매시방서에 규정되는 사항은 ① 상품명, ② 도면 또는 치수 규격, ③ 품질과 특성, ④ 재료 및 제조방법, ⑤ 시험방법, ⑥ 목적 또는 사용방법의 설명, ⑦ 일반적으로 알려져 있는 표준양식(標準樣式)과의 공통점, ⑧ 견본 등이 있다.

### 구매수량과 구매시기
구매품의 수량 결정은 연속생산을 위한 상비품인가, 주문생산을 위한 주문품인가에 따라 다르다. 즉 주문품의 경우 요구량을 기준으로 하지만, 상비품의 경우는 주문량에 의한 단가나 단위당 구매비용이 저렴하고, 저장비용을 늘여서 자금고정을 크게 하는 것을 고려, 구매 및 저장에 따르는 원가를 우선 싸게 계획해야 한다. 구매시기는 수량에 따라 결정된다.
구매수량 및 시기결정에 있어 고려해야 할 요소는 다음과 같다. ① 총재고량 및 유효재고량, ② 사용량은 계속사용·임시사용·계절적 사용을 고려한다. ③ 발주에서 납품까지에 소요되는 기간, ④ 납기지연에 대비하는 예비량, ⑤ 수요변동에 대비하는 긴급수량, ⑥ 자재보유기간, ⑦ 대량매입으로 유리하게 되는 양, ⑧ 투입자금과 그 효율, ⑨ 기타 자재획득에 소요되는 비용, 예를 들면 운임·수수료·보험료 등이다.
〔그림 2〕는 구매수량 및 시기와 재고량·사용량 등의 상호관계를 나타내는데, 이 그림에 의해 최대·최소 재고량, 평균사용량 및 조달기간이 주어지면 적정주문량·발주시기가 결정된다.
또한 구매에 있어 단위당 '주문비용'과 '저장비용'이 같아지기 때문에 다음과 같은 관계가 성립되며, 이로써 경제적 주문량()이 구해진다.
：단위당 주문비용  ：단위당 저장비용
：경제적 주문량    ：1단위당 원가
：재고비용(이자·보험료 등의 율)
：연 구매량(또는 사용량)

### 구매 적정가격의 결정 방법
구매가격은 구매조건 중에서도 가장 중요한 것이며, 좋은 물건을 싸게 사는 것이 구매부분의 임무라 하겠다. 이것을 위해서는 소위 자재의 품질·수량에 따르는 가격 정보를 수집·기록·정리, 곧 이용할 수 있는 조직이 필요하다.
구매가격의 산출은 구매품의 제조원가를 산출, 이것에 적당한 이윤을 가하여 구매가격으로 하는 방법이 널리 사용되고 있다. 이 방법에는 ① 구매처로부터 원가계산을 제출토록 하여 이것을 검토, 서로 협의하는 방법과, ② 구매처가 원가구성 요소를 여러 각도에서 분석·검토하여 제조원가를 산출, 구매처가 가격을 제시하는 방법이 있다.
또한 품질·가격·납기 등의 요건이 우수한 구매처의 선정은 무엇보다 중요하며, 이 요건에 맞는 구매처는 장기에 걸쳐 계획적으로 선정, 육성할 필요가 있다.

### 구매관리의 기법
구매관리의 과학화·근대화의 일환으로 구매시장조사·ABC분석·구매공학제도 (purchaing engineering system) 등이 도입되고 있다.

#### 구매공학
구매공학(purchasing engineering)은 가치분석(VA)·구매분석 등으로도 불리고 있으며 이는 구매면에서 IE적 수법을 도입한 것이다. 기본적으로는 구매품을 가격의 관점에서 기술적으로 조사·분석, 재료원가를 인하시키는 방법으로서 미국에서 실시되어 자재원가의 인하에 크게 기여했으며, 오늘날에는 널리 실시, 좋은 성과를 올리고 있다.
이 제도는 구매부문에 전문기술자 팀을 참가시켜, ① 현재의 구매품을 재검토, 가격이 인하되도록 개선하고, ② 신제품설계에 있어 원가절감에 필요한 자료들을 제공, 협동하며, ③ 업자를 포함한 적극적인 협동체제를 확립, 업자의 전문지식·정보·아이디어를 받아들이는 등의 제활동을 하게 한다.

## 같이 보기
- 공급망 관리
- 물류
- 입찰요청서
- 인수 합병